# Dreamboat Annie
Dreamboat Annie é o álbum de estreia da banda americana de rock Heart. Na época, a banda se localizava em Vancouver, no Canadá; o álbum foi gravado e lançado no Canadá pela gravadora local Mushroom Records em setembro de 1975. Foi lançado nos Estados Unidos em 14 de fevereiro de 1976, pela subsidiaria da gravadora em Los Angeles.
Possuindo desde faixas de hard rock a faixas acústicas de folk rock, além de uma grande inspiração em Led Zeppelin, Dreamboat Annie foi um sucesso comercial na América do Norte, o que garantiu a banda um certificado de disco de platina nos Estados Unidos. "Crazy On You", "Magic Man" e a faixa homônima "Dreamboat Annie" foram os três grandes singles do álbum.

## Gravação
O álbum foi gravado em um gravador Ampex MM1000 de 16-track (que na época pertencia à United Western Recorders) no Can-Base Studios em Vancouver, mais tarde renomeado Mushroom Studios. Foi o primeiro álbum comercial de sucesso gravado lá.

## Lançamento
O primeiro single da banda "How Deep It Goes", recebeu uma pequena atenção quando lançado no Canadá pela pequena gravadora em 1975. O segundo single "Magic Man", fez bastante sucesso e foi tocado em uma rádio pela primeira vez pela CJFM-FM 96 de Montreal, enquanto a banda fazia uma turnê tocando em pequenos clubes locais.
O álbum foi lançado no Canadá seguindo o sucesso do segundo single. A capa foi projetada pela instrutora de design da comunicação da Universidade Emily Carr de Arte e Design, Deborah Shackleton. O sucesso de Heart nas rádios garantiram a eles um oportunidade de tocar na abertura do show de Rod Stewart, em outubro de 1975, em Montreal. Tempos depois, a banda conseguiu se qualificar nos requisitos de transmissão de conteúdo canadense e o álbum vendeu impressionantes 30.000 cópias em todo o Canadá nos primeiros meses.
| Críticas profissionais        | Críticas profissionais |
| Avaliações da crítica         | Avaliações da crítica  |
| Fonte                         | Avaliação              |
| ----------------------------- | ---------------------- |
| AllMusic                      | [ 2 ]                  |
| Christgau's Record Guide      | C+                     |
| Rolling Stone                 | Favorável              |
| The Rolling Stone Album Guide | [ 10 ]                 |

Mushroom então formou uma subsidiaria nos Estados Unidos e lançou Dreamboat Annie no Dia dos Namorados de 1976 em Seattle, onde os membros da banda viviam e performavam antes de se mudarem para o Canadá no início dos anos 1970. O álbum foi tocado em rádios de Seattle, KISW e KZOK, e rapidamente vendeu 25.000 cópias na área. A banda e a gravadora então começaram a trabalhar juntos para construir o sucesso do álbum de cidade a cidade. "Crazy On You" foi o primeiro single lançado nos EUA (lançado no Canadá como terceiro), seguido por "Magic Man" como o segundo single e depois seguido pelo lançamento da faixa homônima como terceiro single (quarto no Canadá).

## Problemas com a gravadora (pós-lançamento)
O sucesso do álbum influenciou indiretamente ao separamento da banda e da gravadora. Os primeiros problemas apareceram quando o grupo tentou renegociar seu contrato para ficar mais de acordo com que eles achavam que uma banda com disco de platina deveria ganhar. A postura dura de Mushroom nas negociações e sua opinião de que talvez Heart fosse uma banda de um só hit, levaram o produtor Flicker a deixar o selo. Ele, no entanto, continuou a produzir para banda. A relação se quebrou de vez quando o selo comprou e postou um anúncio de página inteira na revista Rolling Stone. O anúncio possuía uma foto similar a da capa do álbum, mostrando Ann e Nancy de costas com os ombros nus. A legenda abaixo da foto dizia "Foi apenas nossa primeira vez". A banda não foi consultada e ficou furiosa com o duplo sentido da legenda. Como a gravadora não podia contar com Flicker como produtor, conforme especificava no contrato, a banda entendeu que por isso estava livre para mudar para outra gravadora, então assinou com a Portrait Records. Moshroom insistiu no vínculo com a banda, dizendo que o contrato pedia dois álbuns. Então, sem permissão da banda, Mushroom lançou o álbum Magazine com faixas incompletas, cortes de estúdio, material ao vivo e um aviso de isenção de responsabilidade na capa.
A banda conseguiu uma liminar federal para suspender a distribuição da edição de 1977 do álbum Magazine. A maioria das 50.000 prensagens iniciais foram retiradas das lojas. O tribunal eventualmente decidiu que a banda poderia assinar com Portrait, mas eles deviam um segundo álbum ao Mushroom. A banda então voltou ao estúdio para regravar, remixar, editar e reorganizar as gravações. Magazine então foi relançada em 1978 e vendeu um milhão de cópias em menos de um mês.
Shelley Siegel, que promoveu o anúncio "Foi apenas nossa primeira vez" e então vice-presidente da gravadora, morreu alguns meses após o relançamento, e a Mushroom Records faliu dois anos depois. Após a falência, Capitol Records adquiriu os direitos do álbum e os detém até hoje. O episódio teve pelo menos mais uma repercussão, pouco tempo depois do aparecimento do anúncio, um jornalista perguntou a Ann sobre sua amante; se referindo a sua irmã Nancy, dando a entender que as irmãs eram amantes lésbicas incestuosas. A pergunta enfureceu Ann, que mais tarde voltou para seu hotel e escreveu a letra do que se tornou uma das canções mais conhecidas de Heart, "Barracuda".

## Lista de faixas
Todas as letras escritas por Ann Wilson e Nancy Wilson, exceto onde citado. 
| Lado A |                                   |         |  |
| N.º    | Título                            | Duração |  |
| 1.     | "Magic Man"                       | 5:28    |  |
| 2.     | "Dreamboat Annie (Fantasy Child)" | 1:10    |  |
| 3.     | "Crazy On You"                    | 4:53    |  |
| 4.     | "Soul of the Sea"                 | 6:33    |  |
| 5.     | "Dreamboat Annie"                 | 2:01    |  |

| Lado B         |                                          |                                        |         |  |
| N.º            | Título                                   | Letras                                 | Duração |  |
| 6.             | "White Lightning & Wine"                 |                                        | 3:53    |  |
| 7.             | "(Love Me Like Music) I'll Be Your Song" |                                        | 3:20    |  |
| 8.             | "Sing Child"                             | Ann Wilson, Steve Fossen, Roger Fisher | 4:55    |  |
| 9.             | "How Deep It Goes"                       | Ann Wilson                             | 3:49    |  |
| 10.            | "Dreamboat Annie (Reprise)"              |                                        | 3:50    |  |
| Duração total: | Duração total:                           | Duração total:                         | 39:56   |  |

## Créditos
Créditos tirados do encarte de Dreamboat Annie.

### Heart
- Ann Wilson – vocalista principal (todas as faixas); flauta (faixas 3, 8, 10); vocais de apoio (faixas 3, 7–9); violão acústico (faixa 9)
- Nancy Wilson – guitarra elétrica (faixas 1, 6); violão acústico (faixas 1, 3, 5–7, 9, 10); vocais de apoio (faixas 3, 5–10); violão de doze cordas, violão de seis cordas (faixa 4)
- Roger Fisher – guitarra elétrica (faixas 1, 3, 4, 6–9); violão acústico (faixa 1); guitarra havaiana (faixa 7)
- Howard Leese – guitarra elétrica (faixas 1, 3); sintetizador (faixa 1); arranjos orquestrais (faixas 4, 7, 9, 10); sinos (faixa 5); glockenspiel (faixa 7); vocais de apoio (faixa 8)
- Steve Fossen – baixo (faixas 1, 3–8, 10)
- Mike Derosier – bateria (faixas 6, 8)
- Heart – arranjos

### Músicos adicionais
- Dave Wilson – bateria (faixa 1)
- Ray Ayotte – conga (faixa 1); percussão (faixa 4)
- Mike Flicker – percussão (faixa 1); tímpano (faixa 10); arranjos
- Kat Hendrikse – bateria (faixas 3–5, 7, 10)
- Rob Deans – sintetizador (faixas 3, 9); arranjos orquestrais (faixas 4, 7, 9, 10); piano (faixas 9, 10)
- Geoff Foubert – vocais de apoio (faixas 3, 5, 7, 10); banjo (faixa 5)
- Tessie Bensussen – vocais de apoio  (faixas 3, 5, 10)
- Jim Hill – vocais de apoio  (faixas 3, 5, 10)
- Brian Newcombe – baixo  (faixa 9)
- Duris Maxwell – bateria (faixa 9)

### Técnicos
- Mike Flicker – produção, engenharia
- Mike Fisher – direção especial
- Howard Leese – assistente de produção
- Rolf Hennemann – engenharia
- Patrick Collins – masterização

### Capa
- Toby Rankin – fotografia
- Jim Rimmer – logotipo
- Larry Linville – ilustração do coração
- Captain Paste-Up  – layout

## Desempenho nas tabelas musicais
| País (Tabela musical) (1976-77) | Posição de pico |
| ------------------------------- | --------------- |
| Austrália (Kent Music Report)   | 9               |
| Canadá (RPM Top Albums/CDs)     | 20              |
| Países Baixos (Album Top 100)   | 7               |
| Reino Unido (UK Albums (OCC))   | 36              |
| Estados Unidos (Billboard 200)  | 7               |

| País (Tabela musical) (1976)            | Posição |
| --------------------------------------- | ------- |
| Estados Unidos (Billboard 200)          | 49      |
| País (Tabela musical) (1977)            | Posição |
| Países Baixos (MegaCharts Dutch Albums) | 27      |

## Certificações
| Região                                  | Certificação | Vendas     |
| --------------------------------------- | ------------ | ---------- |
| Canadá (Music Canada)                   | 2× Platina   | 200,000^   |
| Estados Unidos (RIAA)                   | Platina      | 1,000,000^ |
| ^vendas baseadas apenas na certificação |              |            |